# باشگاه فوتبال کی‌آرال
باشگاه فوتبال کی آر ال یک باشگاه فوتبال در شهر راولپندی کشور پاکستان می‌باشد که در لیگ برتر پاکستان بازی می‌کند. این تیم سابقه نایب قهرمانی در جام پرزیدنت آسیا ۲۰۱۳ را دارد.